# Heřmanice (district de Havlíčkův Brod)
Pour les articles homonymes, voir Heřmanice.
Heřmanice (en allemand : Hermanitz) est une commune du district de Havlíčkův Brod, dans la Vysočina, en République tchèque. Sa population s'élevait à 49 habitants en 2020.

## Géographie
Heřmanice se trouve à 6 km à l'est de Golčův Jeníkov, à 25 km au nord de Havlíčkův Brod, à 48 km au nord de Jihlava et à 85 km à l'est-sud-est de Prague.
La commune est limitée par Ronov nad Doubravou au nord, par Běstvina à l'est, par Kraborovice au sud, et par Vilémov à l'ouest.

## Histoire
La première mention écrite de la localité date de 1281.